# Marko Đurić

Marko Đurić est un homme politique serbe né le 23 juin 1983. Il est directeur du Bureau pour le Kosovo-et-Métochie de septembre 2013 à octobre 2020. Il a également été conseiller en politique étrangère du président de la Serbie de 2012 à 2014.

## Jeunesse

### Études
Diplômé d'une faculté de droit en 2010, il parle couramment le serbe et l'anglais, a un bon niveau d'hébreu et de français.

### Jeune militant
Il a rejoint le mouvement Otpor en 2000 et est devenu membre de son équipe de presse, participant au renversement du 5 octobre de la même année, qui a conduit au renversement du régime de Slobodan Milošević. Il a également animé et monté un talk-show de radio politique pour les jeunes à la station de radio nationale « Radio Belgrade 202 » en 2001 et 2002. De 2002 à 2008, il a été membre du Parlement étudiant de sa faculté, où il a organisé et présidé plusieurs discussions publiques et participation à divers concours étudiants (discours public, plaidoiries). Il analyse également le nouveau statut de la région autonome de Voïvodine.

## Carrière politique

### Débuts
Il participe en 2008 à la fondation du Parti progressiste serbe et en devient le coordinateur de l'équipe juridique en 2009 avant de devenir l'assistant du vice-président Aleksandar Vučić. Il est nommé vice-président du parti en mai 2016.

### Conseiller du Président
En juin 2012, il a est nommé conseiller en politique étrangère du président de la république de Serbie, avec la coordination des activités des hauts fonctionnaires concernant la réaction internationale à la déclaration d'indépendance du Kosovo de 2008 et la préparation des négociations en 2012, ainsi que la communication diplomatique quotidienne et la planification des politiques stratégiques.

### Directeur du Bureau pour le Kosovo-et-Métochie
Le 2 septembre 2013, il est nommé directeur du Bureau pour le Kosovo-et-Métochie.
Lors d'une réunion avec des serbes du Kosovo le 26 mars 2018 à Mitrovica Nord, il est arrêté par la police kosovare. Il est accusé par le Gouvernement du Kosovo d'être entré illégalement sur le territoire et d'avoir violé les accords de Bruxelles. Il est ensuite emmené devant un juge à Pristina avant d'être reconduit à la frontière. Il est remplacé par son adjoint Petar Petkovic le 8 octobre 2020 à la tête du Bureau.